# Hoofdklasse (Suriname)
La Hoofdklasse è il massimo livello del campionato di calcio del Suriname. È stata inaugurata nel 1924, e oggi conta 14 squadre, che si affrontano in un girone di andata e uno di ritorno.
Il campionato è organizzato dalla SVB.
La vincitrice riceve il titolo di Campione del Suriname, e partecipa alle qualificazioni del successivo Campionato per club CFU. Le ultime due classificate retrocedono in Eerste Klasse.

## Campionato 2024
- Broki
- Flora
- Inter Moengotapoe
- Inter Wanica
- Leo Victor
- Notch
- PVV
- Robinhood
- Transvaal
- Voorwaarts

## Albo d'oro
- 1924  Olympia
- 1925  Transvaal
- 1926  Ajax
- 1927  Ajax
- 1928  Ajax
- 1929  Ajax
- 1930  Excelsior
- 1931 non disputato
- 1932  Cicerone
- 1933  Cicerone
- 1934  Cicerone
- 1935  Cicerone
- 1936  Voorwaarts
- 1937  Transvaal
- 1938  Transvaal
- 1939  Arsenal
- 1940  Arsenal
- 1941  Voorwaarts
- 1942-1945 non disputato
- 1946  Robinhood[1]
- 1947 non disputato
- 1948  SNL
- 1949  SNL
- 1950  Transvaal
- 1951  Transvaal
- 1952  Voorwaarts
- 1953  Robinhood
- 1954  Robinhood
- 1955  Robinhood
- 1956  Robinhood

- 1957  Voorwaarts
- 1958 non disputato
- 1959  Robinhood
- 1960 non disputato
- 1961  Robinhood
- 1962  Transvaal
- 1963  Leo Victor
- 1964  Robinhood
- 1965  Transvaal
- 1966  Transvaal
- 1967  Transvaal
- 1968  Transvaal
- 1969  Transvaal
- 1970  Transvaal
- 1971  Robinhood
- 1972 non disputato
- 1973  Transvaal
- 1974  Transvaal
- 1975  Robinhood
- 1976  Robinhood
- 1977  Voorwaarts
- 1978  Leo Victor
- 1979  Robinhood
- 1980  Robinhood
- 1981  Robinhood
- 1982  Leo Victor
- 1983  Robinhood
- 1984  Robinhood
- 1985  Robinhood
- 1986  Robinhood

- 1987  Robinhood
- 1988  Robinhood
- 1989  Robinhood
- 1990  Transvaal
- 1991  Transvaal
- 1992  Leo Victor
- 1993  Robinhood
- 1994-1995  Robinhood
- 1995-1996  Transvaal
- 1997  Transvaal
- 1998-1999  SNL
- 1999-2000  Transvaal
- 2000-2001 non disputato
- 2001-2002  Voorwaarts
- 2002-2003  FCS Nacional
- 2003-2004  WBC
- 2004-2005  Robinhood
- 2005-2006  WBC
- 2006-2007  Inter Moengotapoe
- 2007-2008  Inter Moengotapoe
- 2008-2009  WBC
- 2009-2010  Inter Moengotapoe
- 2010-2011  Inter Moengotapoe
- 2011-2012  Robinhood
- 2012-2013  Inter Moengotapoe
- 2013-2014  Inter Moengotapoe
- 2014-2015  Inter Moengotapoe
- 2015-2016  Inter Moengotapoe
- 2016-2017  Inter Moengotapoe
- 2017-2018  Robinhood

- 2018-2019  Inter Moengotapoe
- 2019-2020 Interrotto a causa della Pandemia di Covid-19
- 2020-2021 Non disputato
- 2022  Robinhood
- 2023  Robinhood
- 2024  Robinhood

### Vittorie per club
| Club              | Vittorie | Stagioni |
| ----------------- | -------- | --- |
| Robinhood         | 27       | 1953, 1954, 1955, 1956, 1959, 1964, 1971, 1975, 1976, 1979, 1980, 1981, 1983, 1984, 1985, 1986, 1987, 1988, 1989, 1994, 1995, 2005, 2012, 2018, 2022, 2023, 2024 |
| Transvaal         | 19       | 1925, 1937, 1938, 1950, 1951, 1962, 1965, 1966, 1967, 1968, 1969, 1970, 1973, 1974, 1991, 1992, 1996, 1997, 2000                                                 |
| Inter Moengotapoe | 10       | 2007, 2008, 2010, 2011, 2013, 2014, 2015, 2016, 2017, 2019 |
| Voorwaarts        | 6        | 1936, 1941, 1952, 1957, 1977, 2002 |
| Leo Victor        | 5        | 1961, 1963, 1978, 1982, 1993 |
| Cicerone          | 4        | 1932, 1933, 1934, 1935 |
| Ajax              | 4        | 1926, 1927, 1928, 1929 |
| WBC               | 3        | 2004, 2006, 2009 |
| SNL (include MVV) | 3        | 1948, 1949, 1999 |
| Arsenal           | 2        | 1939, 1940 |
| Excelsior         | 1        | 1930 |
| FCS Nacional      | 1        | 2003 |
| Olympia           | 1        | 1924 |

## Premi individuali

### Calciatore dell'anno
- 1990  Ricardo Winter
- 1991  Ronaldo Kolf
- 1992  Leo Koswal
- 1993  Leo Koswal
- 1994  Leo Koswal
- 1995  Leo Koswal
- 1996  Leo Koswal
- 1997  Leo Koswal
- 1998  Leo Koswal
- 1999  Orlando Grootfaam
- 2000  Rouche Emaneulson
- 2001  Lupson Rinaldo
- 2002  Patrick Zinhagel
- 2003  Harold Blokland
- 2004  Claudio Pinas
- 2005  Clifton Sandvliet
- 2006  Clifton Sandvliet
- 2007  Daniël Eduardo Ramadhin
- 2008  Daniël Eduardo Ramadhin

### Capocannoniere
- 2001-2002  Clifton Sandvliet (27 reti)
- 2002-2003  Mario Maasie (18 reti)
- 2003-2004 sconosciuto
- 2004-2005  Cleven Wanabo (24 reti)
- 2005-2006  Clifton Sandvliet (27 reti)
- 2006-2007  Alex Soares (28 reti)
- 2007-2008  Ifenildo Vlijter (17 reti)
- 2008-2009  Anthony Abrahams (22 reti)
- 2009-2010  Amaktie Maasie (12 reti)